# Naqada III

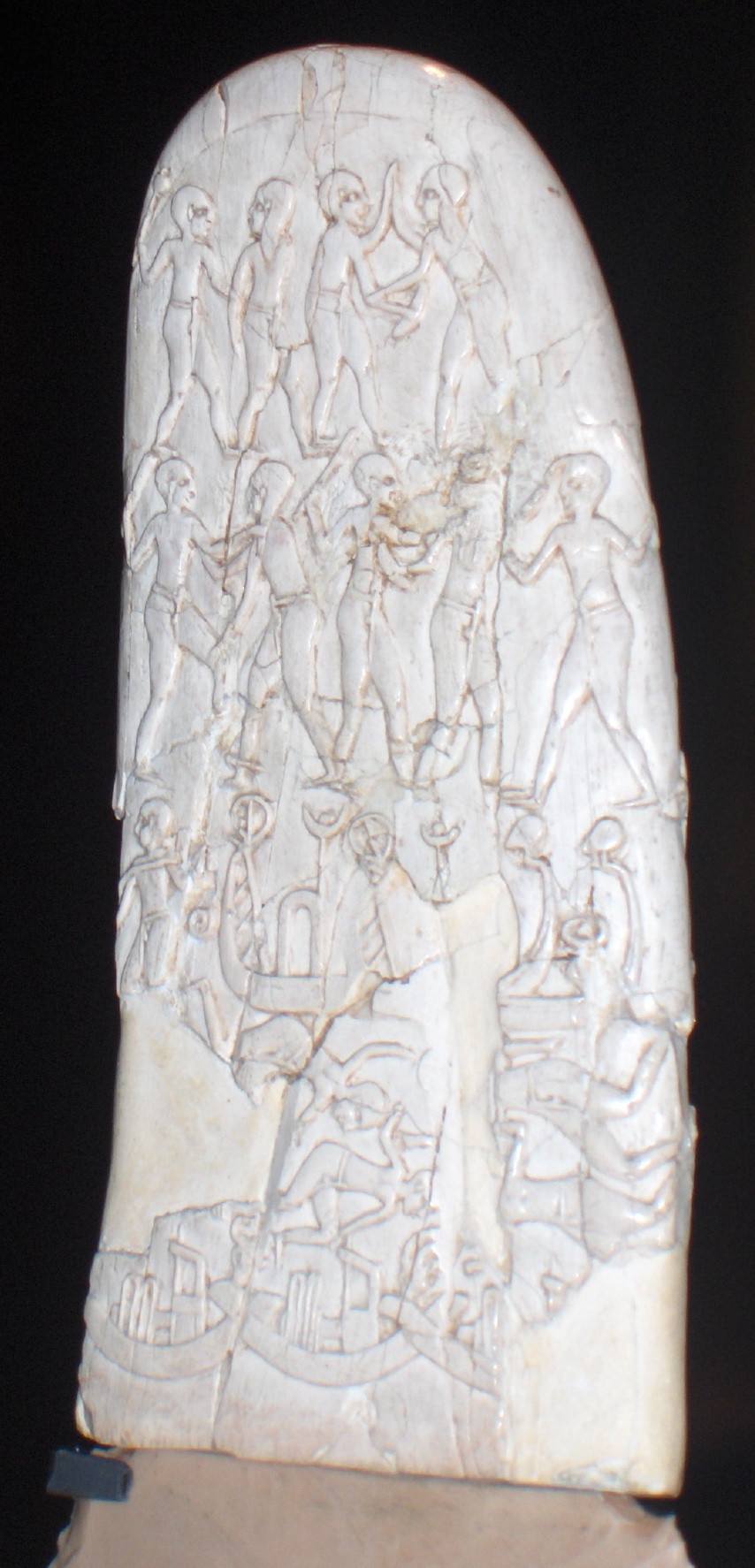
Mànec de ganivet decorat. Naqada III. Museu del Louvre

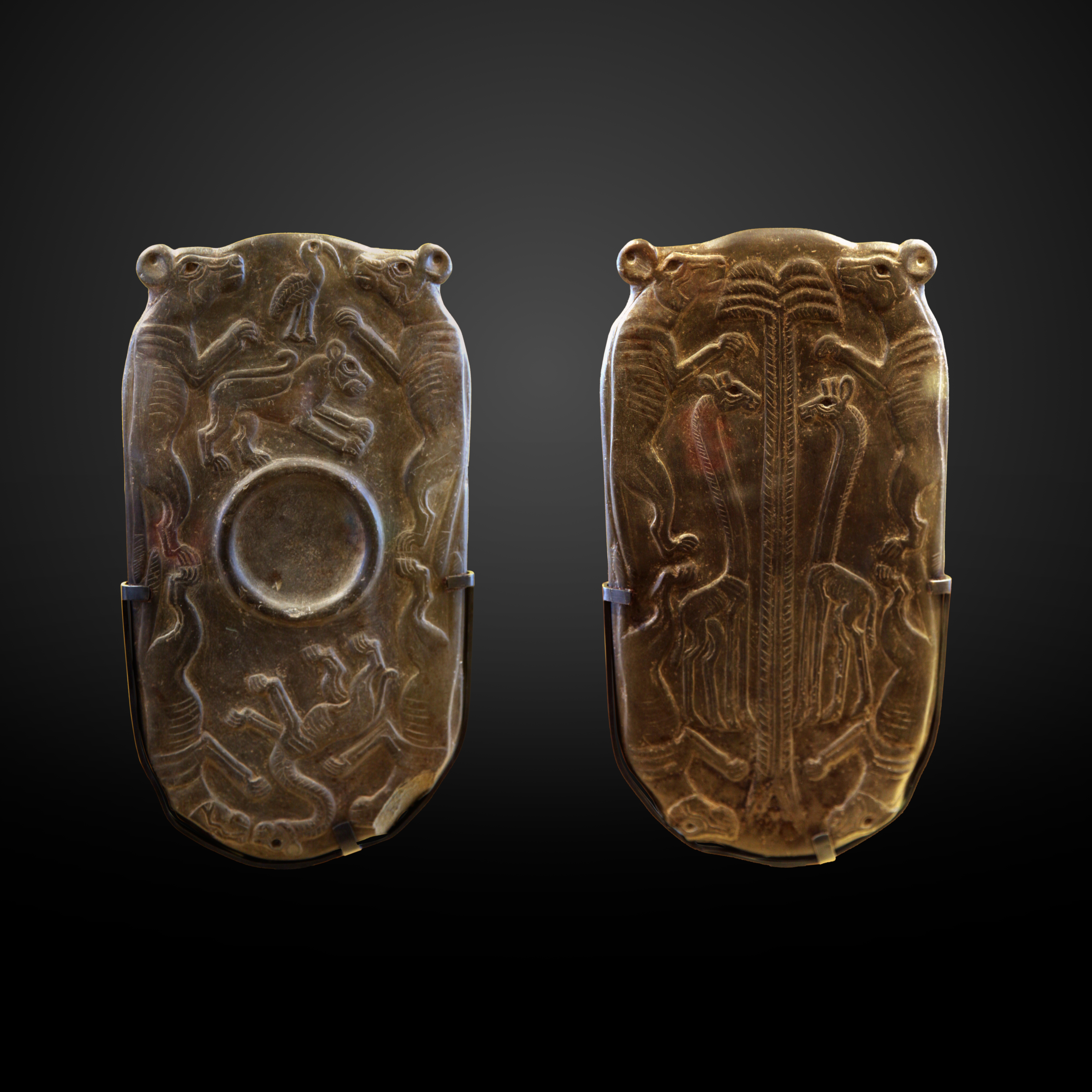
Paleta. Museu del Louvre

Naqada III és un període del predinàstic d'Egipte que segueix al de Naqada II, i se situa entre el 3200 i el 3000 aC. Semainià és el nom donat per Petrie al període, aquest nom prové del llogaret de Semaina, a 25 km a l'oest d'Esna. Petrie pensava que l'origen del canvi cultural d'aquest període era una invasió des l'est. Durant aquest període acaba la cultura Naqadiana. Es subdivideix en quatre estadis (Naqada IIIa 3200-3150 aC; Naqada IIIb 3150-3100 aC; Naqada IIIc 3100-3050 aC; i Naqada IIId 3050-3000 aC).

## Història
En aquest darrer període va començar el procés de formació de l'estat unificat, potser ja iniciat al Naqada II. Els reis d'aquest període s'han agrupat a efectes cronològics en una dinastia 0. De Nekhen l'hegemonia va passar a Abidos (Tinis) però es van mantenir els estats locals o regionals origen possible dels futurs nomós (16 nomós de l'Alt Egipte i 10 del Baix Egipte són anteriors a la tercera dinastia).
Durant el Naqada III apareixen els primers jeroglífics, les primeres narracions gràfiques en paletes, l'ús continuat de serekhs a manera de segells distintius de cada sobirà, els primers autèntics cementiris reials, i segurament les primeres obres d'irrigació. Dintre dels cementiris s'incrementa el nombre de tombes de personatges importants i se n'estableixen alguns només per la classe dirigent, entre ells el cementiri reial d'Abidos amb tombes molt més riques i arquitectònicament més complexes; això posa en evidència una diferenciació social molt notable. Els primers sobirans amb poder són d'aquesta època. Fan servir els serekhs que identifiquen al rei i al seu territori. La cultura egípcia, si no el poder polític, s'estén cap a Núbia.
En els aspectes culturals, la ceràmica decorada disminueix però apareixen altres manifestacions artístiques. El comerç s'expandeix cap al sud, a Núbia, i cap al nord-est, a Palestina i Mesopotàmia. L'hegemonia regional a l'Alt Egipte es desplaça de Nekhen cap a This (Abidos), amb algun altra estat important com Elkab. En canvi Nubt (Naqada) gairebé no té presència i les tombes trobades a la ciutat són pobres, sigui per falta de poder polític o econòmic (els experts consideren probable que hagués estat absorbida per Nekhen o per Abidos). Altres possibles estats de l'època podrien situar-se a Tinis i Abadiya (Alt Egipte), Maadi, Buto i Sais (Baix Egipte), i Qustul a Núbia.
La influència de l'Alt Egipte s'estén cap a Maadi (que desapareixerà avançat el Naqada III) i cap Buto al Delta. És durant aquest període que es va fundar o engrandir Memfis que va esdevenir capital. Vers el 3150 aC en què podria situar-se el regnat de Narmer, el primer faraó que se suposa que va governar sobre l'Alt i Baix Egipte, fins a la fi del període, vers el 3000 aC o una mica més tard, es va consolidar la unió de les dues terres i va iniciar-se l'anomenat Període tinita, i la primera dinastia, potser ja a l'estadi Naqada IIIa. La unificació fou feta segons algunes proves (com la paleta de Narmer i la Paleta de Tehenu) mitjançant activitat militar però aquesta devia ser molt minsa perquè no n'hi ha proves arqueològiques; semblaria doncs que els reis d'Abidos només van recollir una fruita madura, preparada ja per la unificació que es va donar mitjançant un procés econòmic, cultural i social perllongat en el temps (segurament iniciat abans del 3300 aC), al que podrien no ser aliens les aliances (familiars o no) i la manca de poder i lideratge de molts petits estats enfront a la força política, econòmica i militar d'un poder territorialment extens, numèricament fort, socialment cohesionat, culturalment dominant i econòmicament ric. Les resistències podrien haver sorgit en llocs puntuals o de pobles culturalment diferents com el libis.
Des de l'establiment de Memfis com a capital, fou el centre administratiu de l'estat. El cementiri reial va seguir a Abidos i el dels alts funcionaris es va establir a Saqqara. El cementiri secundari degué ser Helwan. Tarkhan degué ser un cementiri de dignataris de segon nivell. La desaparició de Maadi, que fou despoblada, pensen els experts que tindria causes econòmiques més que polítiques: la capital es va desplaçar una mica al sud cap a Memfis i el centre del comerç amb Canaan es va desplaçar a un altre lloc (el motiu podria ser la unificació i la nova administració que es devia establir més propera a Palestina i allí on els interessos dels nous sobirans eren millor satisfets) i els rics i comerciants es van traslladar abocant a la ciutat a la decadència i finalment a l'abandó. En tot el Naqada III s'aprecia un constant increment del comerç i la presència egípcia a Palestina amb una possible seu administrativa a Tell es-Sakan o Bessor. El comerç es feia de coure, fusta, obsidiana, plata, lapislàtzuli i altres 
Els déus més importants de l'època foren Horus (un falcó), Seth (un animal irrecognoscible), Nekhbet (de Nekheb), Min (de Coptos, déu de la fertilitat), Bat (deessa bou amb corns cap endintre) i Hathor (bou amb els corns cap a fora)
Els jeroglífics que ja havien aparegut a Naqada II en forma de signes, evolucionen durant el període. La influència mesopotàmica no està establerta.
Per els sobirans i faraons vegeu Dinastia 0 i Dinastia I.
I en el millor dels casos, notable:
- La invenció de la navegació a vela[10] ((derivat de la seva invenció anterior al golf Pèrsic 2.000 anys abans)[11]

Segons el Ministeri d'Antiguitats d'Egipte, el febrer de 2020, els arqueòlegs egipcis van descobrir 83 tombes que dataven de l'any 3.000 aC, conegudes com el període Naqada III. A l'enterrament també es van revelar diverses olles petites de ceràmica de diferents formes i algunes petxines marines, eines de maquillatge, pots de delineador d'ulls i joies.

## Cronologia
Francesco Raffaele dona una llista cronològica i geogràfica de tots els serekhs predinàstics, alguns sense nom:
- Naqada IIIa2, Abidos cementiri U, nom desconegut
- Naqada IIIa2, Abidos cementiri U, Escorpí
- Naqada IIIa2, Djebel Tjawti, Escorpí
- Naqada IIIb, Abidos, cementiri U, nom desconegut
- Naqada IIIb, Abidos, cementiri U, nom desconegut
- Naqada IIIb, Abidos, cementiri U, nom desconegut
- Naqada IIIb, Abusir al-Melek, nom desconegut
- Naqada IIIb, Abusir al-Melek, nom desconegut
- Naqada IIIb, Wadi al-Arish, nom desconegut
- Naqada IIIb, Wadi al-Arish, nom desconegut
- Naqada IIIb, Tura SS, Doble Falcó
- Naqada IIIb, El Beda, Doble Falcó
- Naqada IIIb, El Beda, Doble Falcó
- Naqada IIIb, El Beda, Doble Falcó
- Naqada IIIb, Tell Ibrahim Awad, Doble Falcó
- Naqada IIIb, Sinaí, Doble Falcó
- Naqada IIIb, Adaima, Doble Falcó
- Naqada IIIb, Abidos, Doble Falcó
- Naqada IIIb, Palmahim, Doble Falcó
- Naqada IIIb, El Beda, nom desconegut
- Naqada IIIb, Tura, Ni-Hor
- Naqada IIIb, Tura, Ni-Hor
- Naqada IIIb, Ezbet al-Tell, Ni-Hor o Narmer
- Naqada IIIb, Tel Malhata, Ni-Hor o Narmer
- Naqada IIIb, Buto, Ni-Hor o Narmer
- Naqada IIIb, Helwan, nom desconegut (podria ser Horus-Ka)
- Naqada IIIb, Helwan, nom desconegut
- Naqada IIIb, Helwan, nom desconegut
- Naqada IIIb, Tarkhan, Hatj (Hatj-Hor)
- Naqada IIIb, Minshat Abu Omar, nom desconegut
- Naqada IIIb, Minshat Abu Omar, nom desconegut
- Naqada IIIb, Minshat Abu Omar, nom desconegut
- Naqada IIIb, Minshat Abu Omar, nom desconegut
- Naqada IIIb, Siali, nom desconegut
- Naqada IIIb, Qustul, nom desconegut
- Naqada IIIb, Qustul, nom desconegut
- Naqada IIIb, Qustul, Pe-Hor
- Naqada IIIb, Adaima, Pe-Hor
- Naqada IIIb, Armant, Pe-Hor
- Naqada IIIb, Armant, Pe-Hor
- Naqada IIIb, ?, nom desconegut
- Naqada IIIb, Nekhen, nom desconegut
- Naqada IIIb, ?, nom desconegut
- Naqada IIIb, Djebel Sheikh Suleiman, nom desconegut
- Naqada IIIb-IIIc, Tarkhan, Djehuti mer
- Naqada IIIb-IIIc, Wadi Qash, nom desconegut
- Naqada IIIb-IIIc, Djebel Tjawti, nom desconegut
- Naqada IIIb-IIIc, Tura, Hedju (Hedjw-Hor)
- Naqada IIIb-IIIc, Tura, Hedju (Hedjw-Hor)
- Naqada IIIb-IIIc, Delta Oriental, Hedju (Hedjw-Hor)
- Naqada IIIb-IIIc, Abidos, Hedju (Hedjw-Hor)
- Naqada IIIb-IIIc, Abidos, Iri-Hor (o Ro-Horus)
- Naqada IIIb-IIIc, Zawiet al-Aryan, Iri-Hor
- Naqada IIIb-IIIc, Abidos, Iri-Hor
- Naqada IIIb-IIIc, Tel Lod, Iri-Hor
- Naqada IIIb-IIIc, Wadi Umm Balad, Hwt Hor o Ni Hor (també pot ser Nj-Hor, Hwt-Hor, Ka, Hor Aha)
- Naqada IIIb-IIIc, Abidos, Ka
- Naqada IIIb-IIIc, Tarkhan, Ka
- Naqada IIIb-IIIc, Helwan, Ka
- Naqada IIIb-IIIc, Tel Lod, Ka
- Naqada IIIb-IIIc, Kafr Hassan Dawood, Ka
- Naqada IIIb-IIIc, Adaima, Ka
- Naqada IIIb-IIIc, Helwand, Ni Neith
- Naqada IIIb-IIIc, Abidos, Ni Neith
- Naqada IIIb-IIIc, Wadi Mineh, nom desconegut
- Naqada IIIb-IIIc, Tarkhan, Cocodril
- Naqada IIIb-IIIc, Minshat Abu Omar, Ka o Cocodril
- Naqada IIIb-IIIc, Nekhen, Cocodril o Escorpí
- Naqada IIIb-IIIc, Djebel Sheikh Suleiman, Escorpí (II)
- Naqada IIIb-IIIc, Nekhen, Escorpí
- Naqada IIIb-IIIc, Wadi Qash, Nar mer
- Naqada IIIb-IIIc, Abidos, Narmer
- Naqada IIIb-IIIc, Delta oriental, Narmer
- Naqada IIIb-IIIc, Coptos, Narmer
- Naqada IIIb-IIIc, Zawiet al-Aryan, Narmer
- Naqada IIIb-IIIc, Helwan, Narmer
- Naqada IIIb-IIIc, Tarkhan, Narmer
- Naqada IIIb-IIIc, Halif/Nahal Tillah, Narmer
- Naqada IIIb-IIIc, Halif, Narmer
- Naqada IIIb-IIIc, Ezbet al-Tell, Narmer o Ni Hor
- Naqada IIIb-IIIc, Ezbet al-Tell, Narmer
- Naqada IIIb-IIIc, Bessor Narmer
- Naqada IIIb-IIIc, Tel Malhata, Narmer
- Naqada IIIb-IIIc, Tel Lod, Narmer
- Naqada IIIb-IIIc, Tell es-Sakan, Narmer
- Naqada IIIb-IIIc, Tel Erani, Narmer
- Naqada IIIb-IIIc, Minshat Abu Omar, Narmer
- Naqada IIIb-IIIc, Buto, Narmer
- Naqada IIIb-IIIc, Tell Ibrahim Awad, Narmer
- Naqada IIIb-IIIc, Kafr Hassan Dawood, Narmer
- Naqada IIIb-IIIc, Nubt (Naqada), Narmer
- Naqada IIIb-IIIc, Nekhen, Narmer
- Naqada IIIb-IIIc, ?, Narmer
- Naqada IIIb-IIIc, Nekhen, Narmer

Günter Dreyer ha reconstruït els possibles noms de sobirans dels segells trobats al cementiri U d'Abidos, a la paleta de Tehenu i als colossos de Coptos. De vegades, més que no el nom, el que s'identifica és el símbol del regnat. Segons Dreyer, els colossos tenen gravats el símbols dels governants fins a Narmer (cosa que indicaria que els colossos són anteriors a Narmer).
D'algunes evidències, es pensa que el sobirans de Nekhen van augmentar el seu poder durant el període Naqada II i potser, fins i tot, van derrotar militarment Nubt al començament del període Naqada III. El cementiri d'Abidos fou un lloc d'enterrament des del Naqada I, però els primers serekhs coneguts són del període IIIa 

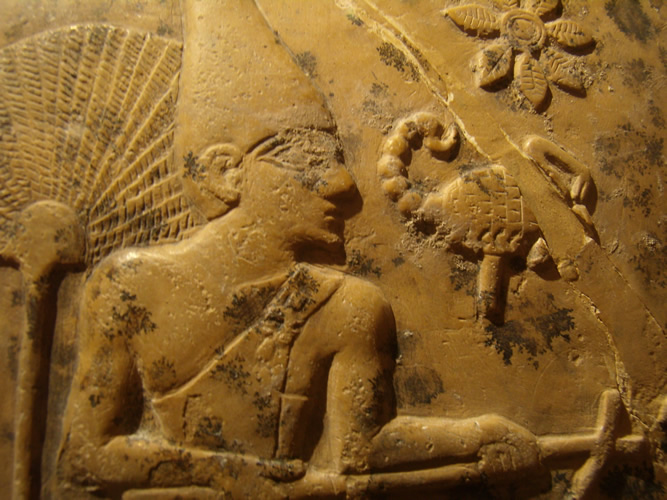
El rei Horus Escorpí II.

La llista de governants d'Abidos del període Naqada III (fins a Narmer) tal com fou establerta per Dreyer (no és acceptada totalment) és la següent:
- Orix estendard
- Conxa
- Peix
- Elefant
- Brau
- Estendard Bucranium I?
- Cigonya
- Gos
- Estendard Bucranium II
- Escorpí I
- Falcó I
- Min estendard + planta
- perdut ?
- Falcó II?
- Lleó
- Doble Falcó
- Iri-Hor
- Ka-Hor (Horus-Ka)
- Escorpí II (no s'ha trobat res d'ell a Abidos)
- Narmer
- Hor-Aha

Els reis el segell dels quals (serekh) ha estat trobat en un altre lloc diferent que el cementiri d'Abidos no s'han inclòs en la llista. Entre aquests, podem indicar a l'Alt Egipte: 
- Pe-Hor (serekh a Qustul)
- Ni-Neith-Hor ?
- Djehuti-Mer/Falcó-cisell
- Hwt-Hor (?)
- Horus Ka
- ...-Hor
- Hat-Hor
- Ni-Hor
- Hedju-Hor (Hediu-Hor)
- Cocodril (Horus-Cocodril)
- Escorpí II (esmentat per Dreyer a la llista d'Abidos)

Al Baix Egipte, alguns sobirans són assenyalats a la pedra de Palerm:
- ...Pu
- Hsekiu
- Khayu
- Tiu
- Thesh
- Neheb
- Uadinar
- Mekh
- …A (nom il·legible)